# 傅亮 (六朝)
傅亮（374年—426年），字季友，北地郡靈州县（今陝西耀縣東南）人。西晉文學家傅咸玄孫，東晉末年及南朝宋初年官員，也是宋武帝劉裕遺命的四位顧命大臣之一，在南朝宋官至左光祿大夫、中書監、尚書令。傅亮參與了徐羨之廢黜宋少帝的行動，終被宋文帝降罪誅殺。

## 生平

### 長居西省
傅亮博覽經史，尤其擅長寫文章。早年曾經擔任建威參軍及行中軍將軍桓謙的參軍。桓玄篡位時就因傅亮博學而有文采，於是選了他擔任祕書監，想要他整理好祕閣藏書。可是，傅亮還未受任，劉裕就已起兵討伐桓玄，並攻下建康，令桓玄西逃荊州。其時孟昶任建武將軍、丹陽尹，選了傅亮任其參軍。義熙元年（405年），傅亮轉員外散騎侍郎，入值中書省，掌管詔命。後來又曾任撫軍記室參軍、領軍司馬等職。至義熙七年（411年）傅亮獲授散騎侍郎，再度入值中書省，後又轉任中書黃門侍郎，並一直在中書省任職，直至義熙十一年（415年）以太尉從事中郎隨行，才由羊徽代其入值中書省。次年傅亮又隨劉裕北伐後秦。

### 諷帝禪讓
義熙十四年（418年），劉裕受封宋公，以十郡建了宋國，傅亮升任侍中，領世子中庶子。後再遷中書令。元熙二年（420年），劉裕欲求晉恭帝禪讓於己，卻不便啓齒，於是特意在宋國國都壽陽（今安徽壽縣）與朝臣飲宴，並說：「桓玄凶暴的篡奪帝位時，其實帝王之位已經易手了，而我第一個舉義，復興了皇室，南征北伐，平定四海，成果顯著，故此得到九錫的殊禮。今天我都老了，而獲得的崇禮以此高，不能久安呀。我就想奉還爵位，告老回京。」然而群臣聽後都只是對其歌功頌德，都沒明白劉裕話中的意思。散席後，傅亮才明白劉裕的心意，去見了一見劉裕並表示他要回京，劉裕明白傅亮是要代自己傳話，亦沒有說甚麼。傅亮回建康後不久，朝廷就召劉裕入京了。至同年六月，劉裕抵達建康後，傅亮就要晉恭帝禪讓，並將禪讓詔書的草稿上呈，要恭帝抄寫。最終恭帝欣然抄寫，並退位，劉裕則在四日後即位為帝。
南朝宋建立後，劉裕即以傅亮為中書令、領太子詹事，入值中書省，專掌詔命，並因他為開國元勳，封為建城縣公。其時傅亮掌握重權，並常在中書省與客人會面，於是客人多得令神武門外就常有數百輛車停泊。而其實自劉裕的長史王誕於義熙九年（413年）去世後，劉裕的所有文書和誥命都是傅亮起草的。永初二年（421年），傅亮加任尚書僕射。

### 顧命大臣
永初三年（422年），劉裕去世，遺命傅亮與徐羨之、謝晦及檀道濟為顧命大臣。宋少帝劉義符即位後進傅亮為中書監、尚書令。景平二年（424年）時又加領護軍將軍。同年，傅亮與徐羨之及謝晦以宋少帝居喪無禮，遊戲無道，合謀廢少帝為營陽王，不久更由徐羨之派人弒殺。隨後，徐羨之決意以時任荊州刺史的宜都王劉義隆為帝，傅亮於是率行臺至荊州治所江陵迎劉義隆到建康。劉義隆出發東下時引見了傅亮，期間傷心號哭，哀傷情緒連身邊的人也感受到，而在問及宋少帝及劉義真被廢殺的始末後就哭泣得更悲痛，傅亮更是全身冒汗，無法回應。其時劉義隆就聯結了心腹到彥之、王華等人，又命原荊州州府文武官員陳兵自衞，自建康派去迎接劉義隆的百官都不得接近，中兵參軍朱容子更常持刀在外守護。劉義隆到建康時，徐羨之率百官到新亭迎接，並問傅亮：「宜都王可以與誰人比擬？」傅亮答：「晉文帝、晉景帝之上那種人。」徐羨之就說：「他必定能夠明我的赤誠之心。」然而傅亮就答：「我看不是了。」劉義隆隨後即位，即宋文帝，不久即加傅亮散騎常侍、左光祿大夫、開府儀同三司，更封始興郡公，而傅亮辭讓封爵。

### 降罪伏誅
元嘉三年（426年），劉義隆追論徐羨之、傅亮及謝晦廢殺宋少帝及劉義真，下詔治三人罪，並召見徐羨之及傅亮。時謝晦弟黃門郎謝嚼將劉義隆要降罪他們消息告知傅亮，傅亮於是以嫂子病重為由請求回家，並通報徐羨之。傅亮折返後使乘車出城，並策馬走到兄長傅迪的墳墓，而屯騎校尉郭泓之卻將其收捕。傅亮到建康城的北門廣莫門時，劉義隆派了中書舍人送詔書給傅亮，並傳話：「以你在江陵時表現的忠誠，只殺你一人，不株連家人。」傅亮看完詔書後就說：「臣本是平民，因先帝眷顧才得受顧命重任。廢黜昏君而立明君是為社稷而做的。強要給人加上罪名，難道會找不到藉口嗎！」隨後傅亮被誅殺，享年五十三歲，其妻兒都被流放到建安郡。

## 性格特徵
- 傅亮擅寫文章，著有《演慎論》及《感物賦》等文章，《隋書·經籍志》則載其有《傅亮集》三十一卷流傳。今有《光世音應驗記》傳世。《詩品》評傅亮之詩：“季友文，余常忽而不察。今沈特进撰诗，载其数首，亦复平美。”

## 子女
- 傅演，傅亮長子，早死
- 傅悝，傅演弟，傅亮被誅時逃亡，宋孝武帝在位時還京
- 傅湛，傅悝弟，傅亮被誅時逃亡，宋孝武帝在位時還京.
- 傅都，傅湛弟，傅亮被誅後流放到建安郡，宋孝武帝在位時還京.

## 延伸阅读
[在维基数据编辑]
 在维基文库阅读此作者作品
 《宋書·卷43》，出自沈约《宋书》
 《南史·卷15》，出自李延壽《南史》